# Сара (Ульяновская область)
Сара — село в Сурском районе Ульяновской области, административный центр Сарского сельского поселения.

## География
Находится на левом берегу реки Сура на расстоянии примерно 15 километров по прямой на север от районного центра поселка Сурское.

## История
Основано около 1522 года как стрелецкий заслон.  
В 1780 году, при создании Симбирского наместничества, село Сара, экономических крестьян, 
помещиковых крестьян, при реке Суре, входило в Алатырский уезд. 
Новый храм полукаменный (деревянный осмерик), построен в 1835 году госпожой Саврасовой, и перестроен прихожанами после пожара в 1859 году. Престолов в нём три: главный (холодный) — в честь Покрова Пресвятые Богородицы и в приделах (тёплые): в правом — в честь Сретенья Господня и в левом — во имя Святителя и Чудотворца Николая. Есть земская школа. 
В 1859 году село Сара во 2-м стане Алатырского уезда Симбирской губернии. 
В 1913 году в селе было дворов 565, жителей 3368 и церковь.  
В советское время работал колхоз «Маяк революции». 
В 2014 году восстановлен Покровский храм. 

## Население
Население составляло: на 1859 г.  в 211 дворах жило: 840 муж. и 842 жен.; на 1900 г. прихожан в селе в 351 дворах жило: 1404 м. и 1553 ж.; 1391 человек в 2002 году (русские 98%), 1129 по переписи 2010 года.

## Известные уроженцы
- Белов, Григорий Андреевич — командир 16-й гвардейской Черниговской кавалерийской дивизии, Герой Советского Союза (15.01.1944). Генерал-лейтенант (3.08.1953).
- Антонов, Валентин Дмитриевич — артист Государственного академического Русского драматического театра имени А. С. Пушкина, народный артист Якутской АССР, народный артист РСФСР.